# Riserva naturale Campolino
La riserva naturale Campolino è un'area naturale protetta situata nel comune di Abetone Cutigliano, in provincia di Pistoia. La riserva occupa una superficie di 98,00 ettari ed è stata istituita nel 1971. La riserva si trova nel bacino del Serchio; la foce di Campolino costituisce lo spartiacque tra due affluenti di questo fiume, il torrenti Scesta (Comune di Bagni di Lucca) e Sestaione (Comune di Abetone Cutigliano).

## Storia
La riserva è stata istituita negli anni settanta, con i Decreti Ministeriali 26.07.71, 29.03.72 e 02.03.77.

## Territorio
La parte più elevata del parco, cioè la Foce di Campolino, alta 1785 metri s.l.m., è vicinissima alla conca glaciale ove è situato il Lago Nero, sul versante Ovest dell'Alpe Tre Potenze. Presso il laghetto, posto al di sopra del limite vegetazionale degli alberi, si trova un rifugio del Club Alpino Italiano.
A Sud Est della Foce di Campolino si trova, vicinissima, la Riserva naturale Orrido di Botri. 
Nella parte più bassa della Riserva di Campolino è situato il Lago del Greppo: in questo piccolo laghetto e nel Lago Nero si possono incontrare i rari Tritoni alpini.

## Flora
Le specie e varietà vegetali, arboree, arbustive ed erbacee, osservabili in tutta la Riserva sono molte, alcune rare: Abete rosso (Picea abies), Faggio (Fagus sylvatica), Abete bianco (Abies alba), Acero montano (Acer pseudoplatanus), Ontano bianco (Alnus incana), Maggiociondolo (Laburnum alpinum), Salicone (Salix caprea), Sorbo degli uccellatori (Sorbus aucuparia), Fior di stecco (Daphne mezereum), Barba di becco (Aruncus dioicus), Sambuco rosso (Sambucus racemosa); alcune specie di rosa tra cui la Rosa pendulina e la Rosa canina. Inoltre si nota la presenza del mirtillo buono (Vaccinium myrtillus), tipico delle brughiere di altitudine, dove dà luogo ad ampie associazioni vegetali denominate in gergo "vaccinieti". 
Sono presenti inoltre alcune orchidee tra cui l'Orchis maculata. Infine si possono incontrare la Epipactis helleborine, l'Impatiens noli-tangere, la Pulmonaria vallarsae, il Phyteuma ovatum, la Gentiana asclepiadea. Le Felci sono rappresentate dalla Athyrium filix-foemina, dalla Dryopteris filix-mas e dalla piccola Asplenium trichomanes.
Nelle faggete si possono trovare l'Ajuga reptans, l'Anemone nemorosa, l'Epilobium montanum, lo Hieracium sylvaticum, il Geranium robertianum, il Geranium nodosum, il Luzula pedemontana, il Luzula nivea, la Prenanthes purpurea e la Veronica urticifolia. Nelle radure del bosco si possono incontrare il Doronicum austriacum, l'Epilobium angustifolium, il lampone (Rubus idaeus), il Senecio fuchsii e la Solidago virga-aurea.
Le stesse specie e varietà vegetali si ritrovano anche nell'Orto botanico forestale dell'Abetone, contiguo alla Riserva.

## Accessi
Si può accedere con i veicoli alla Riserva di Campolino dalla Strada statale 12 dell'Abetone e del Brennero: salendo dalla località La Lima in direzione di Abetone: giunti in località Ponte al Sestaione, si prende a sinistra la strada per Pian degli Ontani e Pian di Novello; si prosegue quindi la salita fino alla fine della strada, dove si trova un ampio parcheggio; da qui si entra nella Riserva seguendo vari sentieri, nel rispetto però delle prescrizioni rilevabili dalla cartellonistica ivi esistente, posta a cura del Corpo Forestale dello Stato.